# 紀伊佐野站
紀伊佐野站（日语：／ Kii-Sano eki */?）是位於和歌山縣新宮市佐野三丁目，屬於西日本旅客鐵道（JR西日本）的紀勢本線（紀國線）車站。

## 歷史
- 1913年（大正2年）
  - 3月1日 - 新宮鐵道（日语：新宮鉄道）在三輪崎站至勝浦站（現時為紀伊勝浦站）之間開設佐野村停留場（日语：停留所）[2]。
  - 4月17日 - 車站升格為佐野村站。同時可進行列車交會。
- 1934年（昭和9年）7月1日 - 新宮鐵道國有化，成為國鐵紀勢中線的車站[1]。同時改名為秋津野站。
- 1940年（昭和15年）8月8日 - 江住站至串本站之間開通，同時路線改名為紀勢西線[1]。
- 1942年（昭和17年）4月1日 - 車站改名為紀伊佐野站。
- 1945年（昭和20年）8月 - 巴川製紙所（日语：巴川製紙所）新宮工廠開始運作。同時，開始專用線連接車站與工廠。
- 1959年（昭和34年）7月15日 - 三木里站至新鹿站之間開通，同時路線改名為紀勢本線[1]。
- 1986年（昭和61年）11月1日 - 旅客車站成為無人車站。貨物車站還是設有車站職員。
- 1987年（昭和62年）4月1日 - 伴隨國鐵分割民營化，車站由西日本旅客鐵道（JR西日本）和日本貨物鐵道（JR貨物）營運[1]。
- 1994年（平成6年）9月28日 - 開始貨櫃起卸服務。
- 1995年（平成7年）6月 - 巴川製紙所新宮工廠關閉，再沒有貨物列車停此站。翌年，1996年（平成8年）3月16日的時間表修正中專用線廢止。
- 2008年（平成20年）4月1日 - JR貨物的車站廢止，終束貨櫃起卸服務。

## 車站構造
站内設有1面2線的島式月台，可進行列車交會的地面車站。站房位於車站東邊，月台與站房之間設有站內平交道（包括遮斷機和警報機）。月台相對狹窄。
此站的站房外牆曾由附近的和歌山縣立新宮商業高等學校（現時為和歌山縣立新翔高等學校）美術部畫了一張精美的壁畫，但現時已經褪色。站內設有候車室和兩間房，在較大的牆身塗上了淺藍色。而售票櫃臺為長期關閉的狀態，並已被塗上油漆。另一間房為候車室，在內部設有多桌子和椅子。
本站是由新宮站管理的無人車站。在閘口附近設有一台自動售票機，可購買近距離乗車票。

### 月台
| 月台 | 路線   | 方向                           |
| ---- | ------ | ------------------------------ |
| 1    | 紀國線 | 紀伊勝浦、紀伊田邊、和歌山方向 |
| 2    | 紀國線 | 新宮方向                       |

- 以上的路線名是使用旅客資訊上的名稱（愛稱）。此外，車站大樓位於1號月台。

## 使用狀況
以下列出近年1日平均乘車人次。
| 年度   | 一日平均 乘車人次 |
| ------ | ----------------- |
| 1998年 | 521               |
| 1999年 | 475               |
| 2000年 | 409               |
| 2001年 | 408               |
| 2002年 | 391               |
| 2003年 | 346               |
| 2004年 | 325               |
| 2005年 | 343               |
| 2006年 | 332               |
| 2007年 | 309               |
| 2008年 | 287               |
| 2009年 | 265               |
| 2010年 | 280               |
| 2011年 | 255               |
| 2012年 | 269               |
| 2013年 | 266               |
| 2014年 | 249               |
| 2015年 | 250               |
| 2016年 | 244               |
| 2017年 | 259               |

## 車站周邊
此站與三輪崎站之間的海岸為新宮港。在此站南方，設有專用線的分支點，該專用線是前往巴川製紙所新宮工廠，現時為大型購物中心（設有科斯莫石油、安托華7、UNIQLO、K's電機、麥當勞等店舗和電影院）超級中心OKUWA南紀店。在三輪崎站附近至此站附近都是市區，在紀勢本線沿線海邊都有很多住宅。
- 新宮佐野郵局
- 和歌山縣立新翔高等學校（日语：和歌山県立新翔高等学校）
- 佐野王子（日语：佐野王子 (新宮市)）
- 佐野川
- 超級中心OKUWA南紀店（日语：スーパーセンターオークワ南紀店）
- 國道42號

## 相鄰車站
西日本旅客鐵道
 紀國線（紀勢本線）
三輪崎－紀伊佐野－宇久井

## 注腳
1. 1 2 3 4 5  曾根悟（監修）. 朝日新聞出版分冊百科編集部（編集） , 编. . 朝日百科週刊. 25號 紀勢本線、參宮線、名松線. 朝日新聞出版. 2010-01-10: 18–21.
2. ↑  「軽便鉄道停留場設置」『官報』1913年4月26日（國立國會圖書館數碼化資料）
3. ↑  『和歌山縣統計年鑑』及『和歌山縣公共交通機關等資料集』

## 外部連結
- 紀伊佐野｜車站資訊：JR出門網 - 西日本旅客鐵道